# Manci híd
Le Manci híd est un ancien pont de Budapest, ouvert en 1946 et démantelé en 1948. Il reliait sur le Danube Radnóti Miklós utca (autrefois Sziget utca sur la rive orientale) aux thermes Szent Lukács (rive occidentale) par le Margit-sziget. Conçu par Endre Mistéth, il permettait de compenser le trafic entre Buda et Pest, en attendant que tous les ponts détruits ou endommagés pendant la Seconde Guerre mondiale soient remis en état.
De nos jours, l'expression « Manci híd » est le surnom parfois donné au Margit híd actuel.